# Gliese 435
Gliese 435 is een oranje dwerg met een spectraalklasse van K4.5V. De ster bevindt zich 41,69 lichtjaar van de zon.